# Макон (Белгия)
Макон (на френски: Macon) е селище в Южна Белгия, провинция Ено, подобщина на Момини. Население около 500 жители.
Разположено е на границата с Франция. Двата най-близки до него белгийски града са Шиме на изток (на 7 км) и Момини на юг (на 4 км). Най-близкият френски град след преминаване на границата е Трелон (на 5 км).
Районът около Макон е първата белгийска територия, която американските отряди освобождават по време на Втората световна война.
Архитектурните забележителности на селото са църквата „Сен Жан Батист“ от 1860 г. и замъкът-ферма от 17 век.
В околностите на селището има обширен район с липови гори.

## Фотогалерия
- Църквата „Сен Жан Батист“
- Замъкът-ферма